# Pałac Trojski
Pałac Trojski (czeski: Trojský zámek) – barokowy budynek w dzielnicy Pragi, Troi. Stoi on w pobliżu Wełtawy, w jego okolicy znajduje się kilka budynków gospodarczych, w tym stajnie i winiarnie, inspirowane pobliską winnicą Świętej Klary. Pałac otoczony jest rozległym ogrodem, ze zdobionymi fontannami, terakotowymi wazonami, sztukaterią i oranżerią z popiersiami cesarzy. Pałac (własność miasta Praga) jest otwarty dla zwiedzających. Wystawiania jest tam kolekcja XIX-wiecznego czeskiego malarstwa należąca do Galerii Miasta Pragi.
Zamek został zbudowany w latach 1679–1685 dla hrabiego Václava Vojtěcha ze Šternberka. Zamek miał pełnić funkcję letniej rezydencji. Autorami projektu byli Giovanni Domenico Orsi, a później Jean-Baptiste Mathey, budowniczym był Silvestro Carlone. 
Ostatnim prywatnym właścicielem zamku był Alois Svoboda. 7 października 1922 roku, z okazji 70. urodzin Tomáša Garrigue Masaryka, podarował miastu rozległe grunty i nieruchomości, w tym Zamek Trojski, zastrzegając, że powinny być wykorzystane do celów edukacyjnych i społecznych. Obecnie w zamku znajduje się Galeria Miasta Pragi.

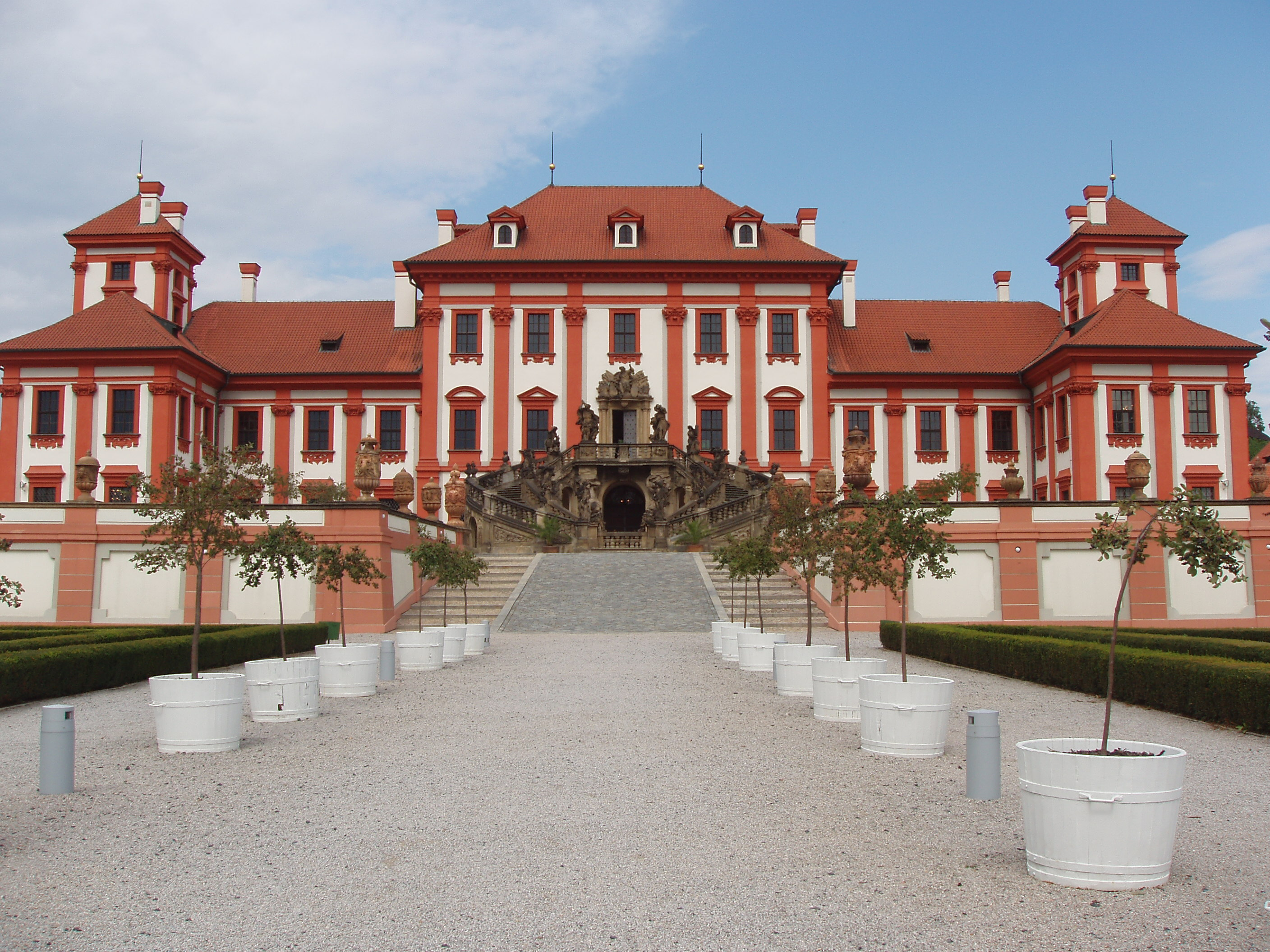
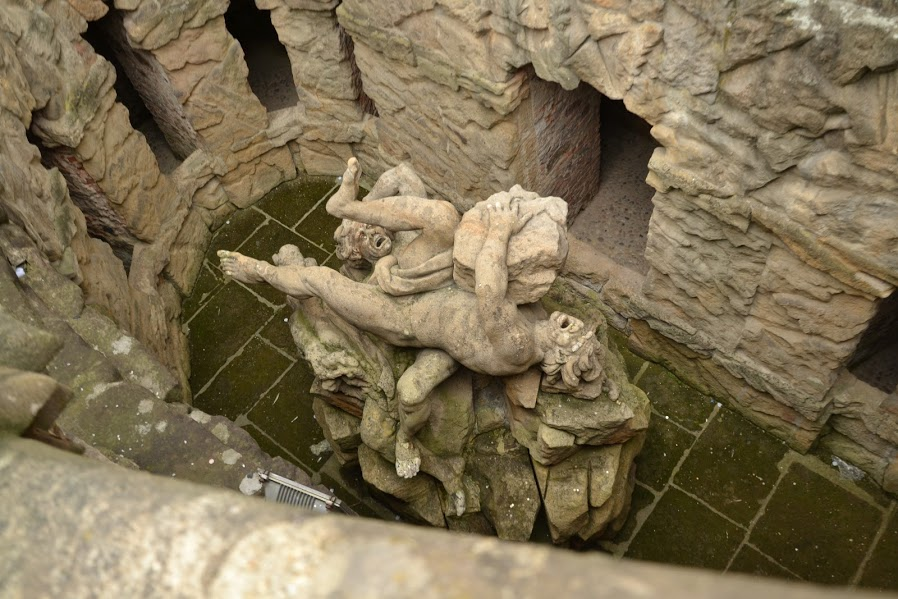
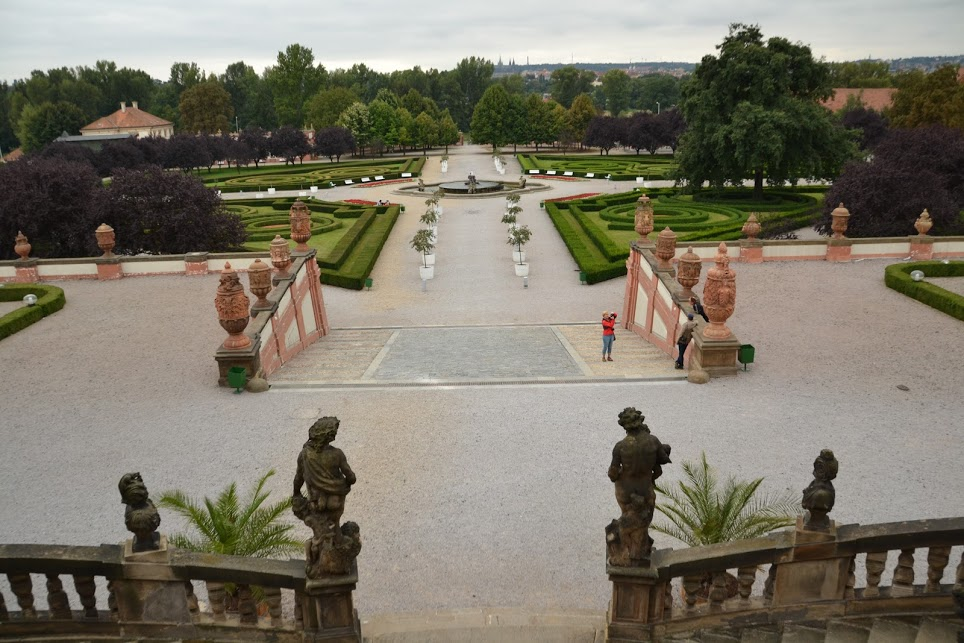
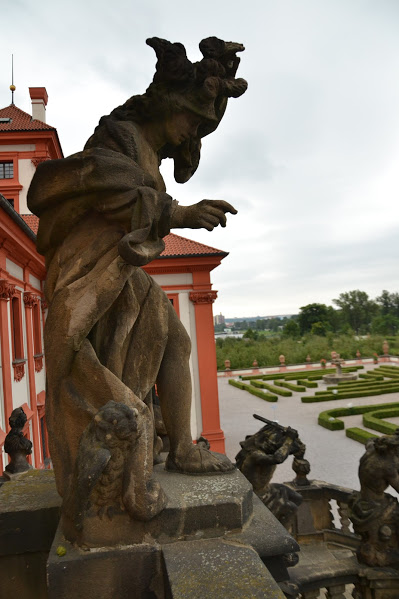